# Ptaki ciernistych krzewów
Ptaki ciernistych krzewów (ang. The Thorn Birds, 1977) – powieść australijskiej pisarki Colleen McCullough.

## Fabuła
Fabuła "Ptaków ciernistych krzewów" rozgrywa się głównie na fikcyjnej farmie "Drogheda" w Nowej Południowej Walii, w Australii, w latach 1915–1969. Główną bohaterką jest piękna Meggie Cleary, która dorasta na farmie wraz z rodzicami i braćmi.
Wkrótce do ich życia wkracza przystojny ksiądz Ralph de Bricassart. Meggie od samego początku czuje do niego głębokie przyciąganie, mimo że jest świadoma jego poświęcenia Bogu. Ta nieodwzajemniona miłość staje się głównym motywem powieści, której tytuł nawiązuje do mitycznych ptaków, które śpiewają tylko raz w życiu, pieśń pełną bólu i piękna, aby przebić się przez cierniste krzewy.
Meggie musi stawić czoło swoim uczuciom, które są niewłaściwe w świetle kościelnych zasad, a jednocześnie przeżywa emocjonalne konflikty związane z innymi członkami rodziny Clearych.
W miarę upływu czasu historia powieści przenosi się na kilka kontynentów, ukazując życie Clearych w różnych miejscach i okolicznościach. Powieść przedstawia również bogatą panoramę australijskiego krajobrazu i kultury, od malowniczych farm i pól pszenicy po dramatyczne wydarzenia i trudności, z którymi bohaterowie się zmagają.

## Ekranizacje
W roku 1983 powstał miniserial z Richardem Chamberlainem i Rachel Ward w rolach głównych, a 1994 jego midquel, opowiadających o latach pominiętych w pierwszym serialu.